# Shiira
Shiira (von japanisch シイラ, [ɕiːɺa], dt. „Gemeine Goldmakrele“, Coryphaena hippurus) war ein Webbrowser für macOS. Er basierte auf Cocoa und setzte für die Darstellung von Webseiten auf Apples WebKit, welches auf KHTML aufbaut. Webseiten wurden dadurch genauso dargestellt wie in Apple Safari von Apple. Im Gegensatz zu Safari war der Quelltext von Shiira unter der BSD-Lizenz veröffentlicht und somit freie Software.
Im August 2006 erschien eine erste Betaversion von Shiira 2.0 für Mac OS X 10.4., im April des Folgejahres erschien mit Shiira 2.0 eine komplett überarbeitete Version des Browsers.

## Fähigkeiten

Exposé innerhalb des Browsers

Im Gegensatz zu Safari bot Shiira weitaus umfangreichere Einstellungsmöglichkeiten und Funktionen (Liste nicht vollständig):
- Die Symbolsätze konnten beliebig ausgetauscht werden.
- Der Anwender konnte zwischen dem Aqua- und Metall-Stil umschalten.
- Die Einstellung „Privates Surfen“ blieb im Gegensatz zu Safari auch nach dem Beenden des Browsers aktiviert und wurde erst deaktiviert, wenn der Anwender es explizit veranlasste.
- Die Standardschriften konnten wie im Firefox sehr detailliert angepasst werden.
- Shiira besaß einen übersichtlichen Drawer für Lesezeichen, Verlauf, Downloadmanager, Seitenablage und RSS.
- Shiira unterstützte Reiter-Exposé (F8), d. h. man konnte alle offenen Reiter wie nebeneinander aufgelegte Spielkarten darstellen lassen.
- Shiira konnte Lesezeichen von Safari und Mozilla Firefox direkt anzeigen, ohne sie erst zu importieren.
- Die Suchmaschine in der Werkzeugleiste konnte frei ausgewählt werden.

Shiira verwendete den gleichen Cookie-Speicher wie Safari und andere WebKit-Programme.
Ein Unterprojekt von Shiira war der Shiira mini Browser, einem Dashboard-Widget, das einen Schnellzugriff auf Webseiten erleichtern solle. Shiira mini liegt seit März 2006 unverändert in der Version 1.3 vor.